# چوب ۱۷۲۴۱
سیارک ۱۷۲۴۱ (به انگلیسی: 17241 Wooden، نامگذاری:2000EM126) هفده هزار و دویست و چهل و یکمین سیارک کشف شده‌است که در ۱۱ مارس ۲۰۰۰ کشف شد.
قدر مطلق سیارک برابر ۱۸.۶ است.